# Université de Franche-Comté
Université de Franche-Comté är ett statligt universitet beläget i Besançon i Frankrike. Universitetet grundlades 1423 i Dole och flyttades till Besançon 1691. Vid universitetet finns bland annat École nationale supérieure de mécanique et des microtechniques.